# Crawfurdia lobatilimba
Crawfurdia lobatilimba là một loài thực vật có hoa trong họ Long đởm. Loài này được W.L.Cheng mô tả khoa học đầu tiên năm 1998.